# Rouffiac, Cantal

Rouffiac este o comună în departamentul Cantal, Franța. În 1 ianuarie 2022 avea o populație de 188 de locuitori.